# Toodyay Shire
Toodyay Shire är en kommun i Australien. Den ligger i delstaten Western Australia, omkring 73 kilometer nordost om delstatshuvudstaden Perth. Antalet invånare var 4 439 vid folkräkningen 2016.
Följande samhällen finns i Toodyay:
- Toodyay
- Coondle
- West Toodyay
- Bejoording